# طرب (آفریقا)
طَرَب (در زبان سواحلی: Taarab) نام سبکی از موسیقی مردمی در تانزانیا و کنیا است.
این سبک از موسیقی در سال ۱۹۲۸ با معروفیت نخستین خواننده نامور این سبک یعنی سیتی بنت سعد شهرت یافت.

## بی کیدوده و نقش زنان در طربِ زنگبار
بی کیدوده (فاطمه بنتی برکه، ‏≈ ۱۹۱۰–۱۷ آوریل ۲۰۱۳) شناخته‑شده‌ترین صدای موسیقی طَرَب و آیینِ زنانهٔ اونیاغو در زنگبار بود. او در دههٔ ۱۹۳۰ نخستین زنی شد که بی‌حجاب در ملأعام آواز خواند و با شکستن تابوهای جنسیتی، به نماد آزادی زنان سواحیلی بدل گردید. کیدوده رهبری مراسم‌های اونیاغو را بر عهده داشت؛ آیینی که در آن زنان مسن‌تر به دختران تازه‌بالغ دربارهٔ سلامت جنسی و حقوق فردی آموزش می‌دهند. در ۱۳۸۴ جایزهٔ جهانی WOMEX به پاس یک عمر دستاورد هنری به او اهدا شد و دو مستند بین‌المللی (As Old As My Tongue، ‏۲۰۰۶ و I Shot Bi Kidude، ‏۲۰۱۳) زندگی وی را ثبت کرده‌اند. سازهای عربی‑ایرانی چون عود و قانون که بازرگانان شیرازی به سواحل شرق آفریقا آوردند، در ترابِ او جایگاه برجسته داشتند و نشان از پیوند دیرین فرهنگ ایران و جهان سواحیلی دارند.